# Patrick Vauday
Patrick Vauday est un philosophe français, né le 6 mars 1949 à Clermont-Ferrand (Puy-de-Dôme).

## Biographie
Patrick Vauday, ancien élève de l'École normale supérieure de Saint-Cloud, agrégation de philosophie, docteur en philosophie, ancien directeur de programme au Collège international de philosophie, maître de conférences à l’Université Paris IX-Dauphine puis professeur à l'Université Paris VIII. Spécialiste de philosophie esthétique, il a publié plusieurs ouvrages sur les enjeux des images. Il fut notamment disciple du grand philosophe français Georges Canguilhem.
En 2002, il a interviewé un grand peintre français du XXe siècle, Pierre Soulages.

## La décolonisation du tableau (2006)
"La peinture orientaliste a-t-elle été une fenêtre ouverte sur le monde oriental ou un simple trompe-l'œil destiné à donner un semblant d'incarnation aux rêves occidentaux sur l'Orient ?" (introduction, page 8-9).
Patrick Vauday propose sur ce thème une réflexion qui éclaire l'arrière-plan et les ressorts mis en œuvre ; pour ce faire il explore et compare les parcours de trois peintres qui, au XIXe siècle, ont cherché hors d'Europe les voies et les moyens d'un renouvellement — motifs, techniques et, au-delà, pourquoi pas ? une révolution du regard. Or le XIXe siècle est marqué par la généralisation de l'entreprise coloniale ; celle-ci aurait-elle contaminé la démarche des peintres en quête d'ailleurs ?
Le soupçon n'a pas manqué d'être formulé à l'encontre de Gauguin : Bengt Danielsson le premier a brossé le portrait d'un artiste moins révolté que serviteur de la France colonisatrice. Patrick Vauday conteste fermement ce jugement ; opposant l'analyse d'un philosophe de l'image au prétendu constat de l'historien il inverse la perspective : « on peut parler à propos de son œuvre de " décolonisation " de l'espace représentatif occidental ».
- Extrait:

"L'art de Gauguin sera donc l' « enfance retrouvée » dont parlait Baudelaire ; il en recréera la jouvence dans la diversité des arts « primitifs », à partir d'une tradition européenne forte mais venue à épuisement. Gauguin est probablement l'un des premiers artistes à pratiquer le « musée imaginaire » théorisé par Malraux. Absorbant les influences d'arts profondément étrangers à la tradition européenne, ajoutant à la fréquentation des musées et de l'Exposition universelle l'usage de la reproduction photographique (...) il institue une sorte de musée universel dans lequel toutes les traditions artistiques sont égales et libres, par artistes interposés, d'inventer de nouveaux rapports. À l'envers des musées officiels qui prennent soin d'historiser, de classer et de hiérarchiser, de distinguer entre l'art primitif et l'art civilisé, d'opposer l'art au non-art des peuples inférieurs, et c'est bien pour cela qu'ils ont besoin d'être colonisés, Gauguin invente un musée décolonisé. Que ce retournement ait eu pour condition, non seulement la colonisation et son pillage mais encore l'ouverture en Europe même de l'art aux arts et traditions populaires, ne doit pourtant pas occulter ce qu'il représente : une révolte contre le monopole européen de la représentation dans les arts et une authentique ouverture à des traditions artistiques hétérogènes, moins pour les respecter et les tenir à distance du savoir ethnologique ou de la curiosité folklorique que, ce qui vaut hommage, pour les utiliser et, pourquoi pas, les voler, ainsi que Pissarro en fit sévèrement le reproche à Gauguin, et les détourner au profit de son art. Sa dignité aura été d'emprunter à ceux-là mêmes auxquels le colonisateur prétendait tout apporter, et bien plus que de simples motifs exotiques destinés à ne rien changer d'essentiel ; et de reconnaître sa dette en la faisant prospérer dans sa peinture comme dans ses écrits."

## L'invention du visible (2008)
L'Histoire a l'art des collages surréalistes. Celui-ci, par exemple : 1929 est l'année du fameux tableau de Magritte 'La Trahison des images', plus connu par l'inscription Ceci n'est pas une pipe qui y figure. L'inattendu de ce rapprochement a valeur de symptôme : celui d'une crise de confiance dans les images, billet vert, Joconde ou Marilyn qu'à peine trente ans plus tard Andy Warhol mit en équivalence et en série. Mais on n'a pas assez noté l'humour du tableau de Magritte déjouant la tromperie des images par le moyen même de l'image. A l'encontre d'un certain iconoclasme, il s'agit dans ce livre de réévaluer la pensée et la puissance critique des images à l'œuvre dans l'art moderne et contemporain : peinture, photographie, cinéma, vidéo. Au désastre annoncé d'un règne du Tout-image où se perdraient la lettre et l'esprit, vient objecter un régime artiste des images. Dans l'indécidable des trajets et des raccourcis créateurs, il ouvre dans l'espace commun des brèches sur des visibilités occultées ou à venir.
Il tentera par ailleurs de montrer que la peinture est en même temps espace de fuite et espace de lutte, terrain d’affrontement et de ruse. Il y aura par conséquent à chercher l’hétérogène dans l’homogène, le cacher dans le montrer, pour mettre en évidence les espaces singuliers conquis par la peinture dans l’espace prescrit de la politique. Seront notamment interrogés l’envers de la perspective renaissante, le métissage pictural du XIXe et le synthétisme du début du XXe.
Une déterritorialisation de la peinture : Gauguin, pp. 96-97

## Publications
- La matière des images. poétique et esthétique, coll. La Philosophie en commun, L'Harmattan,Paris 2001.
- La Peinture et l'Image : Y a-t-il une peinture sans image ?, Pleins Feux, Nantes, 2002.
- La décolonisation du tableau : Art et politique au XIXe siècle : Delacroix, Gauguin, Monet, coll. "La couleur des idées", Seuil, 2006.
- L'invention du visible. L'image à la lumière des arts, collection « Le Bel Aujourd'hui », Éditions Hermann, 2008. Traduction espagnole (Argentine), La invencion de lo visible, préface d'Adrian Cangi, Letranomada, Buenos Aires, 2009.
- Gauguin, voyage au bout de la peinture, coll. "Sefar", Academia-Bruylant, Louvain-La-Neuve, 2011.
- « La peinture en rythmes » in Rythmes de l'homme, rythmes du monde, Séminaire de l'École normale supérieure de la rue d'Ulm 2006-2008, sous la direction de Christian Doumet et Aliocha Wald Lasowski, Éditions Hermann, 2010.
- Faut voir! Contre-Images, coll. "Intempestives", Presses Universitaires de Vincennes, Paris, 2014
- Histoire(s) de médium. Philosophie par la peinture, coll. "Essais d'art et de philosophie", Vrin, Paris, 2016
- The Invention of the visible. The Image in Light of the Arts, coll. "Reinventing Critical Theory", traduction Jared Bly, Rowman & Littlefield International, Londres, 2017
- Commencer. Variations sur l'idée de commencement, coll. Diagnostics, Le Bord de l'Eau, Lormont (33), 2018.
- Bifurcations. Pour une critique de la ligne droite, coll. La Philosophie en commun, L'Harmattan, Paris, 2022.